# Pseudopoda lushanensis
Pseudopoda lushanensis là một loài nhện trong họ Sparassidae.
Loài này thuộc chi Pseudopoda. Pseudopoda lushanensis được Jia-Fu Wang miêu tả năm 1990.